# Gornji Kazanci
Gornji Kazanci är ett samhälle i Bosnien och Hercegovina.   Det ligger i entiteten Federationen Bosnien och Hercegovina, i den västra delen av landet, 140 km väster om huvudstaden Sarajevo. Gornji Kazanci ligger 723 meter över havet och antalet invånare är 104.
Terrängen runt Gornji Kazanci är huvudsakligen kuperad, men söderut är den bergig.Runt Gornji Kazanci är det ganska tätbefolkat, med 93 invånare per kvadratkilometer.. Närmaste större samhälle är Donji Rujani, 16,9 km sydost om Gornji Kazanci. 
Omgivningarna runt Gornji Kazanci är en mosaik av jordbruksmark och naturlig växtlighet.